# Världsmästerskapen i nordisk skidsport 2021
Världsmästerskapen i nordisk skidsport 2021 var den 42:a upplagan av världsmästerskapen i nordisk skidsport och arrangerades i Oberstdorf i södra Bayern i Tyskland mellan den 22 februari och den 7 mars 2021. Den 22 och 23 februari var avsatta till träning, medan officiell invigning ägde rum den 24 februari. Mästerskapet omfattade 24 tävlingar i längdåkning, backhoppning och nordisk kombination för damer och herrar.
Oberstdorf tilldelades värdskapet i samband med Internationella skidförbundets (FIS) kongress i Cancún den 9 juni 2016, efter att ha besegrat Planica (tilldelades värdskapet 2023) och Trondheim (tilldelades värdskapet 2025) i den första röstningsomgången med elva röster mot två för Planica och fyra för Trondheim. Det var tredje gången som Oberstdorf stod som arrangörsort efter att ha varit värd för världsmästerskapen 1987 och 2005, och fjärde gången som VM avgjordes i Tyskland (Oberhof stod som värd 1931).
Tävlingsprogrammet hade inför årets mästerskap utökats med två grenar och inkluderade för första gången en tävling i nordisk kombination för damer och en tävling i stor backe i backhoppning för damer. Därmed arrangerades lika många tävlingar för herrar som damer i såväl längdåkning som backhoppning, medan det i nordisk kombination arrangerades tre tävlingar för herrar och en för damer.

## Tävlingsprogram
| Datum       | Tid   | Tävling                             |
| ----------- | ----- | ----------------------------------- |
| 25 februari | 11:30 | Sprint (K), damer                   |
| 25 februari | 11:30 | Sprint (K), herrar                  |
| 27 februari | 11:45 | 15 km skiathlon, damer              |
| 27 februari | 13:30 | 30 km skiathlon, herrar             |
| 28 februari | 13:00 | Lagsprint (F), damer                |
| 28 februari | 13:00 | Lagsprint (F), herrar               |
| 2 mars      | 13:15 | 10 km individuell start (F), damer  |
| 3 mars      | 13:15 | 15 km individuell start (F), herrar |
| 4 mars      | 13:15 | 4 × 5 km stafett, damer (2K+2F)     |
| 5 mars      | 13:15 | 4 × 10 km stafett, herrar (2K+2F)   |
| 6 mars      | 12:30 | 30 km masstart (K), damer           |
| 7 mars      | 13:00 | 50 km masstart (K), herrar          |

| Datum       | Tid   | Tävling                         |
| ----------- | ----- | ------------------------------- |
| 25 februari | 17:00 | Normalbacke, damer              |
| 26 februari | 17:15 | Lagtävling i normalbacke, damer |
| 27 februari | 16:30 | Normalbacke, herrar             |
| 28 februari | 17:00 | Mixad lagtävling i normalbacke  |
| 3 mars      | 17:15 | Stor backe, damer               |
| 5 mars      | 17:00 | Stor backe, herrar              |
| 6 mars      | 16:30 | Lagtävling i stor backe, herrar |

| Datum       | Tid   | Tävling                          |
| ----------- | ----- | -------------------------------- |
| 26 februari | 10:15 | Normalbacke, herrar              |
| 26 februari | 16:00 | 10 km, herrar                    |
| 27 februari | 10:00 | Normalbacke, damer               |
| 27 februari | 15:30 | 5 km, damer                      |
| 28 februari | 10:00 | Lagtävling i normalbacke, herrar |
| 28 februari | 15:00 | Lagtävling 4 × 5 km, herrar      |
| 4 mars      | 11:00 | Stor backe, herrar               |
| 4 mars      | 15:15 | 10 km, herrar                    |
| 6 mars      | 10:00 | Lagtävling i stor backe, herrar  |
| 6 mars      | 15:00 | Lagtävling 2 × 7,5 km, herrar    |

## Medaljöversikt och resultat

### Längdåkning

#### Damer
| Tävling                              | Guld                                                                     | Guld      | Silver                                                                               | Silver  | Brons                                                                          | Brons   |
| ------------------------------------ | ------------------------------------------------------------------------ | --------- | ------------------------------------------------------------------------------------ | ------- | ------------------------------------------------------------------------------ | ------- |
| Sprint (K) detaljer                  | Jonna Sundling Sverige                                                   | 2.36,76   | Maiken Caspersen Falla Norge                                                         | +2,32   | Anamarija Lampič Slovenien                                                     | +2,35   |
| 15 km skiathlon detaljer             | Therese Johaug Norge                                                     | 38.35,5   | Frida Karlsson Sverige                                                               | +30,0   | Ebba Andersson Sverige                                                         | +30,2   |
| Lagsprint (F) detaljer               | Sverige Maja Dahlqvist Jonna Sundling                                    | 16.27,94  | Schweiz Laurien van der Graaff Nadine Fähndrich                                      | +0,95   | Slovenien Eva Urevc Anamarija Lampič                                           | +3,46   |
| 10 km individuell start (F) detaljer | Therese Johaug Norge                                                     | 23.09,8   | Frida Karlsson Sverige                                                               | +54,2   | Ebba Andersson Sverige                                                         | +1.06,9 |
| 4 × 5 km stafett detaljer            | Norge Tiril Udnes Weng Heidi Weng Therese Johaug Helene Marie Fossesholm | 53.43,2   | Ryska skidförbundet Jana Kirpitjenko Julija Stupak Tatjana Sorina Natalja Neprjajeva | +26,6   | Finland Jasmi Joensuu Johanna Matintalo Riitta-Liisa Roponen Krista Pärmäkoski | +46,2   |
| 30 km masstart (K) detaljer          | Therese Johaug Norge                                                     | 1:24.56,3 | Heidi Weng Norge                                                                     | +2.34,2 | Frida Karlsson Sverige                                                         | +2.34,8 |

#### Herrar
| Tävling                              | Guld                                                                       | Guld      | Silver                                                                                     | Silver | Brons                                                                   | Brons   |
| ------------------------------------ | -------------------------------------------------------------------------- | --------- | ------------------------------------------------------------------------------------------ | ------ | ----------------------------------------------------------------------- | ------- |
| Sprint (K) detaljer                  | Johannes Høsflot Klæbo Norge                                               | 3.01,30   | Erik Valnes Norge                                                                          | +0,66  | Håvard Solås Taugbøl Norge                                              | +0,80   |
| 30 km skiathlon detaljer             | Aleksandr Bolsjunov Ryska skidförbundet                                    | 1:11.33,9 | Simen Hegstad Krüger Norge                                                                 | +1,1   | Hans Christer Holund Norge                                              | +1,7    |
| Lagsprint (F) detaljer               | Norge Erik Valnes Johannes Høsflot Klæbo                                   | 15.01,74  | Finland Ristomatti Hakola Joni Mäki                                                        | +1,68  | Ryska skidförbundet Aleksandr Bolsjunov Gleb Retivych                   | +2,09   |
| 15 km individuell start (F) detaljer | Hans Christer Holund Norge                                                 | 33.48,7   | Simen Hegstad Krüger Norge                                                                 | +20,2  | Harald Østberg Amundsen Norge                                           | +35,6   |
| 4 × 10 km stafett detaljer           | Norge Pål Golberg Emil Iversen Hans Christer Holund Johannes Høsflot Klæbo | 1:52.39,0 | Ryska skidförbundet Aleksej Tjervotkin Ivan Jakimusjkin Artjom Maltsev Aleksandr Bolsjunov | +12,0  | Frankrike Hugo Lapalus Maurice Manificat Clément Parisse Jules Lapierre | +1.12,6 |
| 50 km masstart (K) detaljer          | Emil Iversen Norge                                                         | 2:10.52,9 | Aleksandr Bolsjunov Ryska skidförbundet                                                    | +0,7   | Simen Hegstad Krüger Norge                                              | +8,2    |

### Backhoppning

#### Damer
| Tävling                  | Guld                                                                        | Guld  | Silver                                                      | Silver | Brons                                                                 | Brons |
| ------------------------ | --------------------------------------------------------------------------- | ----- | ----------------------------------------------------------- | ------ | --------------------------------------------------------------------- | ----- |
| Normalbacke              | Ema Klinec Slovenien                                                        | 279,6 | Maren Lundby Norge                                          | 276,5  | Sara Takanashi Japan                                                  | 276,3 |
| Lagtävling i normalbacke | Österrike Daniela Iraschko-Stolz Sophie Sorschag Chiara Hölzl Marita Kramer | 959,3 | Slovenien Nika Križnar Špela Rogelj Urša Bogataj Ema Klinec | 957,9  | Norge Silje Opseth Anna Odine Strøm Thea Minyan Bjørseth Maren Lundby | 942,1 |
| Stor backe               | Maren Lundby Norge                                                          | 296,6 | Sara Takanashi Japan                                        | 287,9  | Nika Križnar Slovenien                                                | 287,1 |

#### Herrar
| Tävling                 | Guld                                                                 | Guld   | Silver                                                          | Silver | Brons                                                      | Brons  |
| ----------------------- | -------------------------------------------------------------------- | ------ | --------------------------------------------------------------- | ------ | ---------------------------------------------------------- | ------ |
| Normalbacke             | Piotr Żyła Polen                                                     | 268,8  | Karl Geiger Tyskland                                            | 265,2  | Anže Lanišek Slovenien                                     | 261,5  |
| Stor backe              | Stefan Kraft Österrike                                               | 276,5  | Robert Johansson Norge                                          | 272,1  | Karl Geiger Tyskland                                       | 267,4  |
| Lagtävling i stor backe | Tyskland Pius Paschke Severin Freund Markus Eisenbichler Karl Geiger | 1046,6 | Österrike Philipp Aschenwald Jan Hörl Daniel Huber Stefan Kraft | 1035,5 | Polen Piotr Żyła Andrzej Stękała Kamil Stoch Dawid Kubacki | 1031,2 |

#### Mixade lag
| Tävling                        | Guld                                                                      | Guld   | Silver                                                                 | Silver | Brons                                                                       | Brons |
| ------------------------------ | ------------------------------------------------------------------------- | ------ | ---------------------------------------------------------------------- | ------ | --------------------------------------------------------------------------- | ----- |
| Mixad lagtävling i normalbacke | Tyskland Katharina Althaus Markus Eisenbichler Anna Rupprecht Karl Geiger | 1000,8 | Norge Silje Opseth Robert Johansson Maren Lundby Halvor Egner Granerud | 995,6  | Österrike Marita Kramer Michael Hayböck Daniela Iraschko-Stolz Stefan Kraft | 986,5 |

### Nordisk kombination

#### Damer
| Tävling            | Guld                       | Guld    | Silver                 | Silver | Brons                   | Brons |
| ------------------ | -------------------------- | ------- | ---------------------- | ------ | ----------------------- | ----- |
| Normalbacke + 5 km | Gyda Westvold Hansen Norge | 13.10,4 | Mari Leinan Lund Norge | +13,8  | Marte Leinan Lund Norge | +28,8 |

#### Herrar
| Tävling                                        | Guld                                                                       | Guld    | Silver                                                           | Silver | Brons                                                                  | Brons   |
| ---------------------------------------------- | -------------------------------------------------------------------------- | ------- | ---------------------------------------------------------------- | ------ | ---------------------------------------------------------------------- | ------- |
| Normalbacke + 10 km                            | Jarl Magnus Riiber Norge                                                   | 23.01,2 | Ilkka Herola Finland                                             | +0,4   | Jens Lurås Oftebro Norge                                               | +0,9    |
| Lagtävling i normalbacke + 4 x 5 km stafett    | Norge Espen Bjørnstad Jørgen Graabak Jens Lurås Oftebro Jarl Magnus Riiber | 43.57,7 | Tyskland Terence Weber Fabian Rießle Eric Frenzel Vinzenz Geiger | +42,7  | Österrike Johannes Lamparter Lukas Klapfer Mario Seidl Lukas Greiderer | +49,1   |
| Stor backe + 10 km                             | Johannes Lamparter Österrike                                               | 23.11,1 | Jarl Magnus Riiber Norge                                         | +37,1  | Akito Watabe Japan                                                     | +45,8   |
| Lagtävling i stor backe + 2 × 7,5 km lagsprint | Österrike Johannes Lamparter Lukas Greiderer                               | 29.29,7 | Norge Espen Andersen Jarl Magnus Riiber                          | +39,6  | Tyskland Fabian Rießle Eric Frenzel                                    | +1.07,4 |

## Medaljliga
| Pl.                   | Nation                | Guld | Silver | Brons | Totalt |
| --------------------- | --------------------- | ---- | ------ | ----- | ------ |
| 1                     | Norge                 | 13   | 11     | 7     | 31     |
| 2                     | Österrike             | 4    | 1      | 2     | 7      |
| 3                     | Sverige               | 2    | 2      | 3     | 7      |
| 4                     | Tyskland              | 2    | 2      | 2     | 6      |
| 5                     | Ryska skidförbundet   | 1    | 3      | 1     | 5      |
| 6                     | Slovenien             | 1    | 1      | 4     | 6      |
| 7                     | Polen                 | 1    | 0      | 1     | 2      |
| 8                     | Finland               | 0    | 2      | 1     | 3      |
| 9                     | Japan                 | 0    | 1      | 2     | 3      |
| 10                    | Schweiz               | 0    | 1      | 0     | 1      |
| 11                    | Frankrike             | 0    | 0      | 1     | 1      |
| Totalt antal medaljer | Totalt antal medaljer | 24   | 24     | 24    | 72     |

| Pl.                   | Nation                | 1  | 2  | 3  | Tot. |
| --------------------- | --------------------- | -- | -- | -- | ---- |
| 1                     | Norge                 | 9  | 5  | 4  | 18   |
| 2                     | Sverige               | 2  | 2  | 3  | 7    |
| 3                     | Ryska skidförbundet   | 1  | 3  | 1  | 5    |
| 4                     | Finland               | 0  | 1  | 1  | 2    |
| 5                     | Schweiz               | 0  | 1  | 0  | 1    |
| 6                     | Slovenien             | 0  | 0  | 2  | 2    |
| 7                     | Frankrike             | 0  | 0  | 1  | 1    |
| Totalt antal medaljer | Totalt antal medaljer | 12 | 12 | 12 | 36   |

| Pl.                   | Nation                | 1 | 2 | 3 | Tot. |
| --------------------- | --------------------- | - | - | - | ---- |
| 1                     | Tyskland              | 2 | 1 | 1 | 4    |
| 1                     | Österrike             | 2 | 1 | 1 | 4    |
| 3                     | Norge                 | 1 | 3 | 1 | 5    |
| 4                     | Slovenien             | 1 | 1 | 2 | 4    |
| 5                     | Polen                 | 1 | 0 | 1 | 2    |
| 6                     | Japan                 | 0 | 1 | 1 | 2    |
| Totalt antal medaljer | Totalt antal medaljer | 7 | 7 | 7 | 21   |

| Pl.                   | Nation                | 1 | 2 | 3 | Tot. |
| --------------------- | --------------------- | - | - | - | ---- |
| 1                     | Norge                 | 3 | 3 | 2 | 8    |
| 2                     | Österrike             | 2 | 0 | 1 | 3    |
| 3                     | Tyskland              | 0 | 1 | 1 | 2    |
| 4                     | Finland               | 0 | 1 | 0 | 1    |
| 5                     | Japan                 | 0 | 0 | 1 | 1    |
| Totalt antal medaljer | Totalt antal medaljer | 5 | 5 | 5 | 15   |